# Leptodontium stellatifolium
Leptodontium stellatifolium är en bladmossart som beskrevs av Brotherus 1902. Leptodontium stellatifolium ingår i släktet groddmossor, och familjen Pottiaceae. Inga underarter finns listade i Catalogue of Life.